# 崔胤弘
崔胤弘，清朝政治人物、進士出身。

## 生平
順治三年，登進士，后授湖廣道試監察御史、后改浙江巡按御史。順治六年，改兩淮巡鹽御史。